# Mediomatrici
I Mediomatrici (greco: Μεδιομάτρικες) erano un popolo gallico. L'attuale dipartimento francese della Mosella corrisponde a una parte del loro territorio. Uno dei loro oppidum era a Divodurum Mediomatricorum (Metz) alla confluenza della Seille e della Mosella sulle Hauts-de-Sainte-Croix; altri due esempi molto ben conservati si trovano a Pierrevillers - Rombas e a Vitry-sur-Orne.

## Citazioni storiche
Il primo a menzionare questo popolo è Cesare, nel Commentario redatto nel corso delle sue campagne in Gallia: 
(Cesare, De bello Gallico. iv, 10, 3.)
Il popolo dei Mediomatrici fornirà un contingente che farà parte dell'esercito di soccorso a Vercingetorige assediato ad Alesia
(Cesare, De bello Gallico, vii, 75.)

## Territorio
Dalla citazione precedente sembra che il loro territorio si estendesse dapprima dal nord delle Argonne al Reno. A sud, loro vicini erano i Leuci (Toul), ad ovest i Remi (Reims), e a nord-est i Treveri (presso Treviri).
In un secondo tempo, verso il I secolo a.C., i Mediomatrici, sotto la pressione delle tribù germaniche, sono costretti a lasciare la Bassa Alsazia per lasciar spazio ai Triboci:
(Strabone, Geografia iv, 3, 4.)

## Attività economiche
Nella valle superiore della Seille, sfruttavano i giacimenti di sale di cui facevano scambio economico. Si conoscono molti esemplari di monete mediomatriche. Le più antiche, in oro, sono imitazioni delle monete macedoni di Alessandro Magno. Altre sono in potin (lega di rame, stagno e piombo) o bronzo e rappresentano un cavallo con o senza cavaliere.

## Vicende storiche
Nel 52 a.C. i Mediomatrici inviarono un contingente de 5 000 uomini nell'armata destinata a soccorrere Vercingetorige ad Alesia.